# Die Grünen (Oostenrijk)
Die Grünen (Nederlands: De Groenen) is een politieke partij in Oostenrijk. Met 16 van de 183 zetels in de Nationale Raad vormen Die Grünen qua zetelaantal de vijfde en kleinste partij in het parlement.

## Geschiedenis
De partij kwam in 1986 tot stand na een fusie van de conservatieve Vereinte Grüne Österreichs (VGÖ) en de progressieve Alternative Liste Österreichs (ALÖ). De naam die na de fusie werd gekozen was Die Grüne Alternative; in 1993 werd de huidige naam aangenomen. Eerste partijleider was mevr. Freda Meissner-Blau die in 1986 presidentskandidaat was en bij de verkiezingen dat jaar 5,5% van de stemmen kreeg. Gedurende een lange periode was Alexander Van der Bellen partijleider van Die Grünen (1997-2008). Van der Bellen trad vanwege tegenvallende resultaten bij de parlementsverkiezingen in 2008 af. Bij de presidentsverkiezingen van 2016 werd Van der Bellen tot bondspresident van Oostenrijk gekozen; hij was toen echter geen lid meer van Die Grünen, maar werd als partijloze kandidaat gekozen tot president.
Tussen 2008 en 2017 was Eva Glawischnig partijleider. Bij de parlementsverkiezingen van 2008 kreeg de partij 509.936 stemmen (10,43%, 20 zetels), een verlies van één zetel in vergelijking met de parlementsverkiezingen van 2006. Bij de parlementsverkiezingen van 2013 won de partij vier zetels en kwam op 24 zetels uit. Vier jaar later, bij de parlementsverkiezingen van 2017, haalde de partij echter de kiesdrempel van vijf procent niet, waardoor Die Grünen geheel uit het parlement verdwenen. In oktober 2017 werd het partijleiderschap overgedragen aan Werner Kogler.
Na de val van het Kabinet-Kurz I zorgden de verkiezingen van 29 september 2019 voor winst van de conservatieve ÖVP en Die Grünen, waardoor de partij weer terugkeerde in het parlement. Dit keer behaalde de partij 26 zetels. Ondanks de ideologische verschillen tussen de twee partijen lukte het vrij snel om een nieuwe regering te vormen. Het is de eerste keer in de Oostenrijkse geschiedenis dat de ÖVP en Die Grünen samen een coalitie vormen. Vanwege de kleuren van de ÖVP (turquoise) en Die Grünen wordt de coalitie ook wel aangeduid met de kleurencombinatie turquoise-groen (türkis-grün). Het kabinet trad aan op 7 januari 2020 en was het tweede kabinet onder leiding van Sebastian Kurz. Grünen-partijleider Werner Kogler werd benoemd tot vicekanselier. Het kabinet maakte tweemaal een doorstart, in oktober 2021 als het kabinet-Schallenberg en in december 2021 als het kabinet-Nehammer.

### Standpunten 2019
De volgende standpunten werden door Die Grünen ingenomen in aanloop naar de parlementsverkiezingen van 2019:
| Standpunt                                                    |
| Invoeren van een basisinkomen                                |
| Werkweek verkorten naar 30 uur                               |
| Verlaging bedrijfsbelasting                                  |
| Verhoging pensioenleeftijd                                   |
| Invoeren van algemene studiekosten                           |
| Vrouwenquote van 50% voor kandidatenlijsten bij verkiezingen |
| Vergoeding van abortussen door de verzekering                |
| Werkvergunning voor asielzoekers                             |
| Terugsturen van allochtonen die een misdrijf plegen          |
| Partijfinancieringen controleren en eventueel bestraffen     |
| Belasting op radio en televisie afschaffen                   |
| Verplichte vaccinatie voor kinderziektes                     |
| Invoeren statiegeld op drankverpakkingen                     |
| Invoeren CO2-belasting                                       |
| Bron: wahlkabine.at                                          |

## Verkiezingsresultaten (1986 - heden)
De partij behaalde de volgende resultaten bij de verkiezingen voor de Nationale Raad:
| Jaar  | Percentage | Zetels | Verschil |
| 1983a | 3,29%      | 0      | NIEUW    |
| 1986  | 4,82%      | 8      | 8        |
| 1990  | 4,78%      | 10     | 2        |
| 1994  | 7,31%      | 13     | 3        |
| 1995  | 4,81%      | 9      | 4        |
| 1999  | 7,40%      | 14     | 5        |
| 2002  | 9,47%      | 17     | 3        |
| 2006  | 11,05%     | 21     | 4        |
| 2008  | 10,43%     | 20     | 1        |
| 2013  | 12,42%     | 24     | 4        |
| 2017  | 3,80%      | 0      | 24       |
| 2019b | 13,9%      | 26     | 26       |
| 2024  | 8,24%      | 16     | 10       |

a Lijstverbinding VGÖ en ALÖ 

b Na de verkiezingen stapten de Groenen in een regering met de ÖVP (Kabinet-Kurz II)

## Europees Parlement
De partij heeft sinds 2024 twee zetels in het Europees Parlement. De twee volksvertegenwoordigers behoren tot de Europese fractie De Groenen/Europese Vrije Alliantie. Voor Nederland zit GroenLinks in de fractie, voor België zijn dat Groen en Ecolo.

## Partijleiding
De huidige leider van de partij is Werner Kogler. Hij is sinds 2017 tevens vicekanselier in de opvolgende kabinetten Kurz II, Schallenberg en Nehammer. Zijn plaatsvervangers zijn Leonore Gewessler en Stefan Kaineder.

### Bondsvoorzitters van Die Grünen - Die Grüne Alternative
| Afbeelding | Persoon                          | Periode     |
| ---------- | -------------------------------- | ----------- |
|            | Freda Meissner-Blau (1927-2015)  | 1986 — 1988 |
|            | Johannes Voggenhuber (*1950)     | 1988 — 1992 |
|            | Peter Pilz (*1954)               | 1992 — 1994 |
|            | Madeleine Petrovic (*1956)       | 1994 — 1996 |
|            | Christoph Chorherr (*1960)       | 1996 — 1997 |
|            | Alexander Van der Bellen (*1944) | 1997 — 2008 |
|            | Eva Glawischnig (*1969)          | 2008 — 2017 |
|            | Ingrid Felipe (*1978)            | 2017 — 2017 |
|            | Werner Kogler (*1961)            | sinds 2017  |